# Václav Spal
Václav Spal (* 12. května 1976) je bývalý český fotbalista, obránce. Po skončení fotbalové kariéry hraje na ligové a reprezentační úrovni futsal.

## Fotbalová kariéra
Hrál za SK Slavia Praha, FK Baník Most a FK AS Trenčín. Se Slávií získal v roce 1996 ligový titul. V české nejvyšší soutěži nastoupil v 1 utkání, ve slovenské lize nastoupil ve 29 utkáních a dal 4 góly.

## Ligová bilance
| Ročník                          | Zápasy | Góly | Klub            |
| ------------------------------- | ------ | ---- | --------------- |
| 1. česká fotbalová liga 1995/96 | 1      | 0    | SK Slavia Praha |
| Corgoň liga 2002/03             | 29     | 4    | FK AS Trenčín   |
| CELKEM                          | 45     | 1    |                 |